# Boxxle
Boxxle är ett pusselspel från 1989. Spelet släpptes till Game Boy i Japan den 1 september 1989, i Nordamerika i februari 1990 och i Europa 1990. Den 15 december 1990 släpptes spelet även till Game Gear.
Spelet går ut på att flytta runt lådor i en lagerlokal.

### Fotnoter
1. 1 2  ”Composer information”. Portable Music History. http://www.snesmusic.org/pmh/view.php?id=9. Läst 24 juni 2012.
2. 1 2 3  ”Release date (Game Boy)”. GameFAQs. Arkiverad från originalet den 7 april 2010. https://web.archive.org/web/20100407122112/http://www.gamefaqs.com/portable/gameboy/data/585643.html. Läst 4 april 2010.
3. ↑  ”Release date (Game Gear)”. MobyGames. http://www.mobygames.com/game/game-gear/boxxle. Läst 17 april 2012.